# Готтфредсон, Флойд
Флойд Готтфредсон (англ. Floyd Gottfredson, 5 мая 1905 — 22 июля 1986) — американский художник-иллюстратор, на протяжении 45 лет выступавший автором рисунков к комиксам о Микки Маусе.

## Детство
Родился в 1905 году в Кейсвилле, штат Юта. Его прадед иммигрировал в США из Дании в 1840 году. Будучи ребёнком, Готтфредсон был серьёзно ранен в руку на охоте. Восстанавливая здоровье и проводя долгие дни в четырёх стенах, он заинтересовался рисованием и вскоре даже взял несколько дистанционных уроков для совершенствования навыков, несмотря на то, что отец был против творческой деятельности сына. В конце 1920-х Флойд уже работал иллюстратором в ряде журналов, а также в газете «Salt Lake City Telegram».

## Карьера
В 1928 году Готтфредсон принял участие в конкурсе карикатур, по итогам которого занял второе место. В декабре того же года он перебрался в Южную Калифорнию, где, несмотря на обилие газетных издательств, так и не смог найти работу ни в одном из них. Однако он смог устроиться киномехаником, тем более уже имея опыт подобной работы в Юте.
В декабре 1929 года Флойд за 18 долларов в неделю был нанят Walt Disney Productions в качестве помощника аниматора. В апреле следующего года он взялся за работу над незавершённым комиксом о Микки Маусе, сценарий к которому написал сам Уолт Дисней, а над иллюстрациями работали Аб Айверкс и Уин Смит. В мае Готтфредсону на две недели было поручено занять должность иллюстратора комиксов для ежедневной газетной полосы, пока компания не подыщет на его место нового человека. Однако временная работа превратилась в постоянную: в этой должности художник проработал 45 лет, до октября 1975 года.
Изначально Готтфредсон рисовал комиксы полностью самостоятельно, однако с 1934 года он начал сотрудничать со сценаристами, такими как Тед Осборн и Билл Уолш, а также с художниками-обводчиками (до 1943 года), в том числе с Алом Тальяферро. Долгое время комиксы художника вплетали в себя продолжительные истории, сюжет которых развивался на протяжении нескольких публикаций. Также они не были как-либо озаглавлены. Собственные названия произведения получили лишь позже, когда были опубликованы уже в отдельных журналах комиксов. С 1955 года по просьбе «King Features Syndicate» Готтфредсону и Уолшу, выступавшему в то время сценаристом, было поручено писать короткие рассказы, чтобы каждой сюжетной линии соответствовал бы отдельный газетный номер.
Готтфредсон продолжал иллюстрировать ежедневные комиксы вплоть до 1 октября 1975 года. В конце 1970-х и начале 1980-х-х он дал ряд интервью ряду журналов, посвящённых комикс-индустрии. В 1988 году в свет вышла книга «Mickey Mouse in Color», специальное издание которой содержит аудиозапись интервью Готтфридсона и Карла Баркса.

## Личная жизнь
Готтфридсон был женат на Мэтти Мэйсон, у семейной пары было трое детей. Скончался он в 1986 году у себя дома в Южной Калифорнии на 82-м году жизни.